# 1,2-二氧杂环丁烷二酮
1,2-二氧杂环丁烷二酮也称为“1,2-二氧杂环丁烷-3,4-二酮”是一种不稳定的碳氧化物，其分子式为C2O4。1,2-二氧杂环丁烷二酮是1,3-二氧杂环丁烷二酮的同分异构体。该化合物可视为二氧化碳的环状二聚物或1,2-二氧杂环丁烷的二羰基取代物。
1,2-二氧杂环丁烷二酮是化学发光反应中的一种中间体。在常态下，1,2-二氧杂环丁烷二酮会快速分解产生二氧化碳。甚至在180K时，该化合物就已开始分解。但1,2-二氧杂环丁烷二酮已可利用质谱法或其他方法探测出来。其分解过程在顺磁性的乙二酸二价自由基的介导下进行。
2009年，1,2-二氧杂环丁烷二酮被认为是这些发生在乙酸乙酯溶液中的乙二酰氯和过氧化氢之间反应的一个高能中间体，研究认为它可以在室温下积累至数毫摩尔，但前提是被激发的染料和各种金属或其他还原剂都必须从该系统中分离，而且实验还需在惰性气体氛围中进行。